# Tuktoyaktuk
Tuktoyaktuk engleză /tʌktəˈjæktʌk/, or Tuktuyaaqtuuq [təktujaːqtuːq] (Inuvialuktun: it looks like a caribou), este un cătun inuvialuit situat în regiunea Inuvik din teritoriile de nord-vest, Canada, la capătul nordic al Autostrada Inuvik–Tuktoyaktuk. Tuktoyaktuk, una dintre cele șase comunități inuvialuite din regiunea de așezare inuvialuit, este denumită în mod obișnuit doar prin prima sa silabă, Tuk /tʌk/. Așezarea se află la nord de Cercul Polar Arctic, pe malul Oceanului Arctic, și este singura comunitate din Canada de pe Oceanul Arctic, care este legată de restul Canadei pe cale rutieră. Fost cunoscută sub numele de Port Brabant, comunitatea a fost redenumită în 1950 și a fost primul loc din Canada care a revenit la numele tradițional indigen.